# WIG 20
El WIG 20 (en polonès: Warszawski Indeks Giełdowy, Índex de la borsa de valors de Varsòvia) és el principal índex de la borsa de Varsòvia (Polònia). L'índex inclou les 20 empreses de major capitalització borsària d'aquest mercat.

## Composició
L'índex l'1 de març de 2013 tenia la següent composició:
| Empresa                                         | Ticker | Sector industrial       | Pes en l'índex (%) |
| ----------------------------------------------- | ------ | ----------------------- | ------------------ |
| Asseco Poland (ASSECOPOL)                       | ACP    | Programari              | 2.249              |
| Bank Handlowy w Warszawie (HANDLOWY)            | BHW    | Finances i assegurances | 1.715              |
| Bank Pekao (PEKAO)                              | PEO    | Finances i assegurances | 10.615             |
| Boryszew (BORYSZEW)                             | BRS    | Química                 | 0.339              |
| BRE Bank (BRE)                                  | BRE    | Finances i assegurances | 2.535              |
| Globe Trade Centre (GTC)                        | GTC    | Immobiliària            | 0.677              |
| Grupa LOTUS (LOTUS)                             | LTS    | Petroli i gas natural   | 1.161              |
| Jastrzębska Spółca Węglowa (JSW)                | JSW    | Mineria                 | 2.527              |
| Kernel Holding (KERNEL)                         | KER    | Alimentació             | 2.027              |
| KGHM Polska Miedź (KGHM)                        | KGH    | Mineria                 | 13.402             |
| Lubelski Węgiel "Bogdanka" S.A. (BOGDANKA)      | LWP    | Mineria                 | 2.812              |
| PKN Orlen (PKNORLEN)                            | PKN    | Petroli i gas natural   | 7.885              |
| PKO Bank Polski (PKOBP)                         | PKO    | Finances i assegurances | 13.842             |
| Polska Grupa Energetyczna (PGE)                 | PGE    | Energia                 | 9.279              |
| Polskie Górnictwo Naftowe i Gazownictwo (PGNIG) | PGN    | Energia                 | 4.425              |
| PZU SA (PZU)                                    | PZU    | Assegurances            | 12.278             |
| Synthos (SYNTHOS)                               | SNS    | Química                 | 1.950              |
| Tauron (TAURONPE)                               | TPE    | Energia                 | 3.195              |
| Telekomunikacja Polska (TPSA)                   | TPS    | Telecomunicacions       | 6.144              |
| TVN (TVN)                                       | TVN    | Mitjans de comunicació  | 0.942              |